# 埃米爾·貝爾格林
埃米爾·貝爾格林（丹麥語：Emil Berggreen；1993年5月10日—）是一位丹麥足球運動員。在場上的位置是前鋒。現時為自由球員。他也代表丹麥U21國家隊參賽。